# Mini-LP
Mini-LP ali mini-album je krajši glasbeni album, ki se po navadi prodaja po nižji ceni kot album, za katerega velja, da je običajne dolžine. Od EP-ja se loči po tem, da običajno vsebuje več posnetkov in traja nekoliko dlje. Izraz mini-LP ne pomeni za Japonsko značilnih CD-jev v papirnatih ovitkih.

## Zgodovina
Mini-LP-ji so postali popularni v zgodnjih 1980-ih letih pri glasbenih založbah, ki so želele predstaviti glasbo skeptičnim kupcem, ki niso želeli kupiti daljših in dražjih albumov normalne dolžine. Več mini-LP-jev je bilo izdanih že v poznih 1970-ih. Vinilne plošče so bile navadno 12- ali 10-inčne, vključevale so okoli sedem pesmi, ki so trajale 20 do 30 minut.